# Linia kolejowa nr 105
Linia kolejowa nr 105: Muszyna – Krynica-Zdrój – drugorzędna, jednotorowa, zelektryfikowana linia kolejowa znaczenia państwowego, łącząca stacje Muszyna i Krynica-Zdrój.

## Kalendarium
- 20 września 1909 – wystawienie dokumentu koncesyjnego
- 29 maja 1911
  - otwarcie linii
  - tabor: 2 lokomotywy, 3 wagony osobowe (1 kl., 2 kl., 3 kl.), 6 wagonów towarowych
- po 1945 – likwidacja przystanku Krynica Wieś
- 26 września 1987 – elektryfikacja linii

## Charakterystyka techniczna
Linia w całości jest klasy C3, maksymalny nacisk osi wynosi 221 kN dla lokomotyw oraz 196 kN dla wagonów, a maksymalny nacisk liniowy wynosi 71 kN (na metr bieżący toru). Linia wyposażona jest w sieć trakcyjną typu C120-2C, która jest dostosowana do maksymalnej prędkości 110 km/h, obciążalność prądowa wynosi 1725 A, a minimalna odległość między odbierakami prądu wynosi 20 m. Linia podlega pod obszar konstrukcyjny ekspozytury Centrum Zarządzania Linii Kolejowych Kraków, a także pod Zakład Linii Kolejowych Nowy Sącz. Prędkość maksymalna poruszania się pociągów na linii wynosi 80 km/h, a jej prędkość konstrukcyjna wynosi 80 km/h. Obowiązują następujące maksymalne prędkości:
| kilometraż | kilometraż | Tor nieparzysty (kierunek: Krynica-Zdrój) | Tor nieparzysty (kierunek: Krynica-Zdrój) | Tor nieparzysty (kierunek: Krynica-Zdrój) |
| od         | do         | Pociągi pasażerskie                       | Autobusy szynowe i EZT                    | Pociągi towarowe                          |
| -0,664     | 1,150      | 50                                        | 50                                        | 50                                        |
| 1,150      | 2,860      | 60                                        | 60                                        | 60                                        |
| 2,860      | 3,590      | 80                                        | 80                                        | 80                                        |
| 3,590      | 4,600      | 70                                        | 70                                        | 70                                        |
| 4,600      | 5,300      | 80                                        | 80                                        | 80                                        |
| 5,300      | 6,150      | 50                                        | 50                                        | 50                                        |
| 6,150      | 7,300      | 50                                        | 50                                        | 50                                        |
| 7,300      | 8,900      | 70                                        | 70                                        | 70                                        |
| 8,900      | 10,300     | 60                                        | 60                                        | 60                                        |
| 10,300     | 10,776     | 50                                        | 50                                        | 50                                        |

## Stan techniczny
Ze względu na pogarszający się stan techniczny linii konieczne było wprowadzenie licznych ograniczeń prędkości – do 50 km/h, a nawet 30 km/h.

## Infrastruktura

### Posterunki ruchu i punkty ekspedycyjne
| Rodzaj i nazwa           | Zdjęcie | Liczba peronów | Liczba krawędzi peronowych | Infrastruktura                        |
| stacja Muszyna           |         | 1              | 2                          | - parking                             |
| przystanek Muszyna Zdrój |         | 1              | 1                          |                                       |
| stacja Powroźnik         |         | 1              | 2                          |                                       |
| stacja Krynica-Zdrój     |         | 2              | 3                          | - parking - Informacja dla podróżnych |

## Galeria

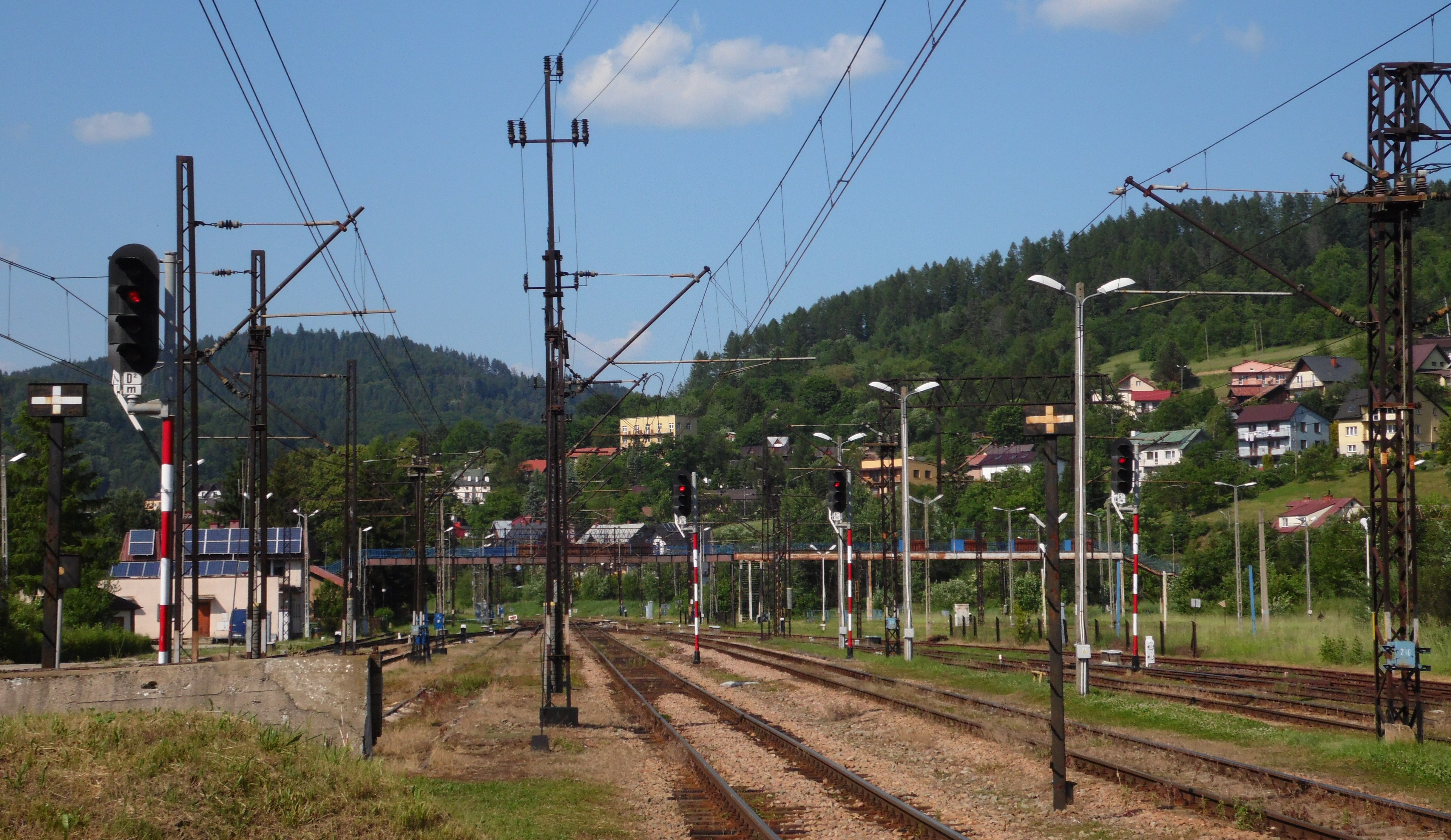
Tory na stacji Muszyna
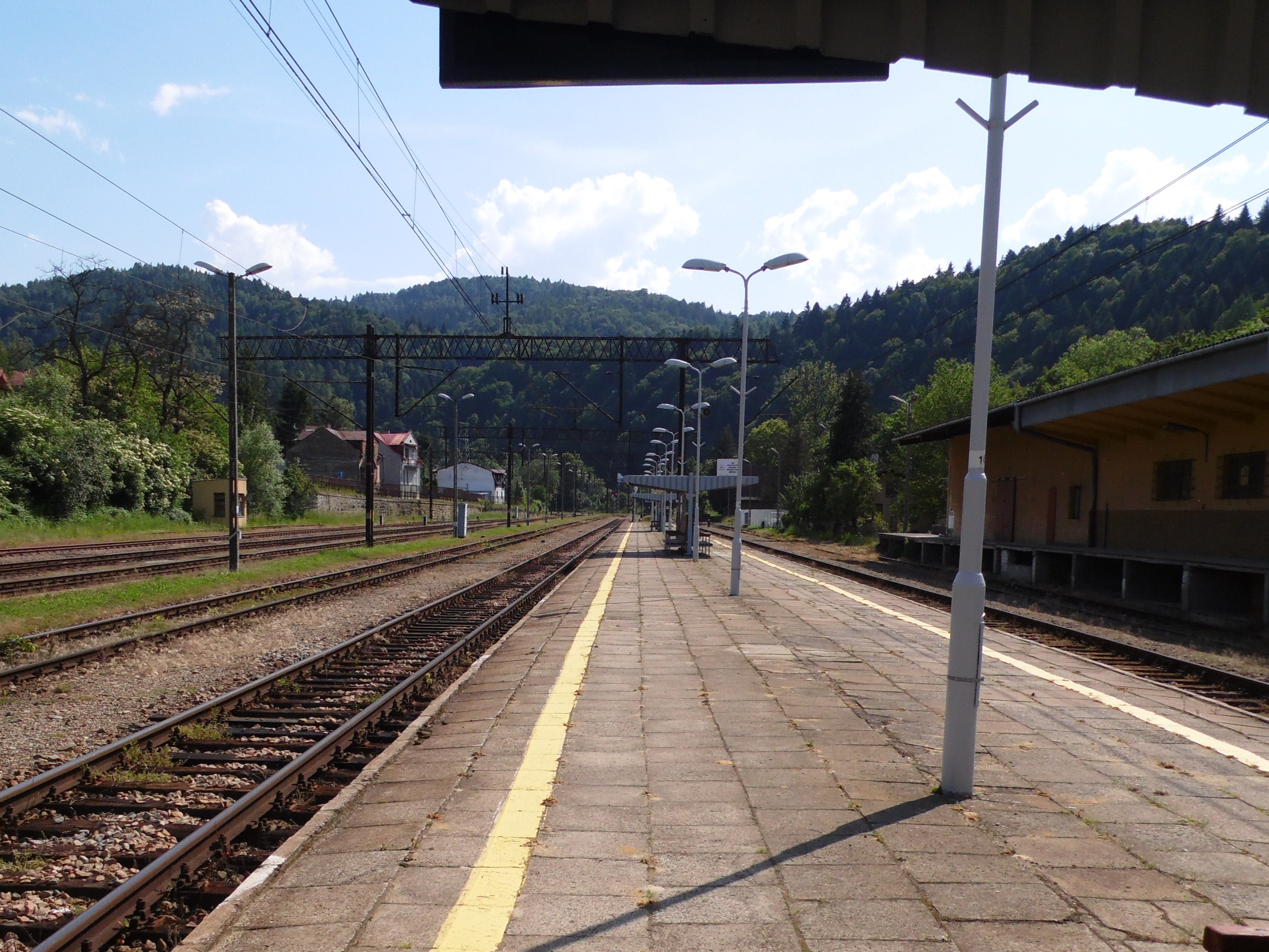
Linia (po lewej) na stacji Muszyna
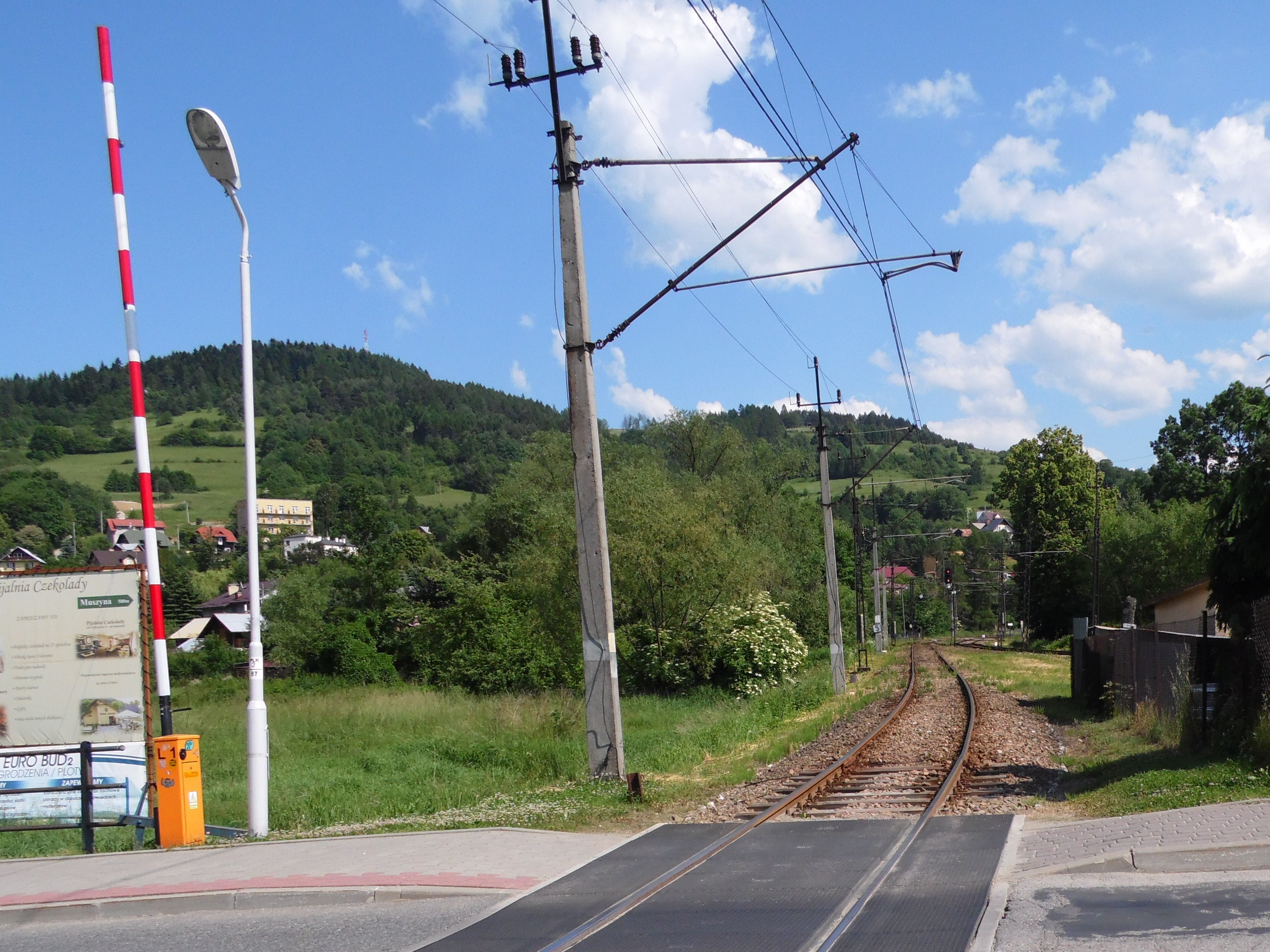
Przejazd w ciągu ulicy Lipowej
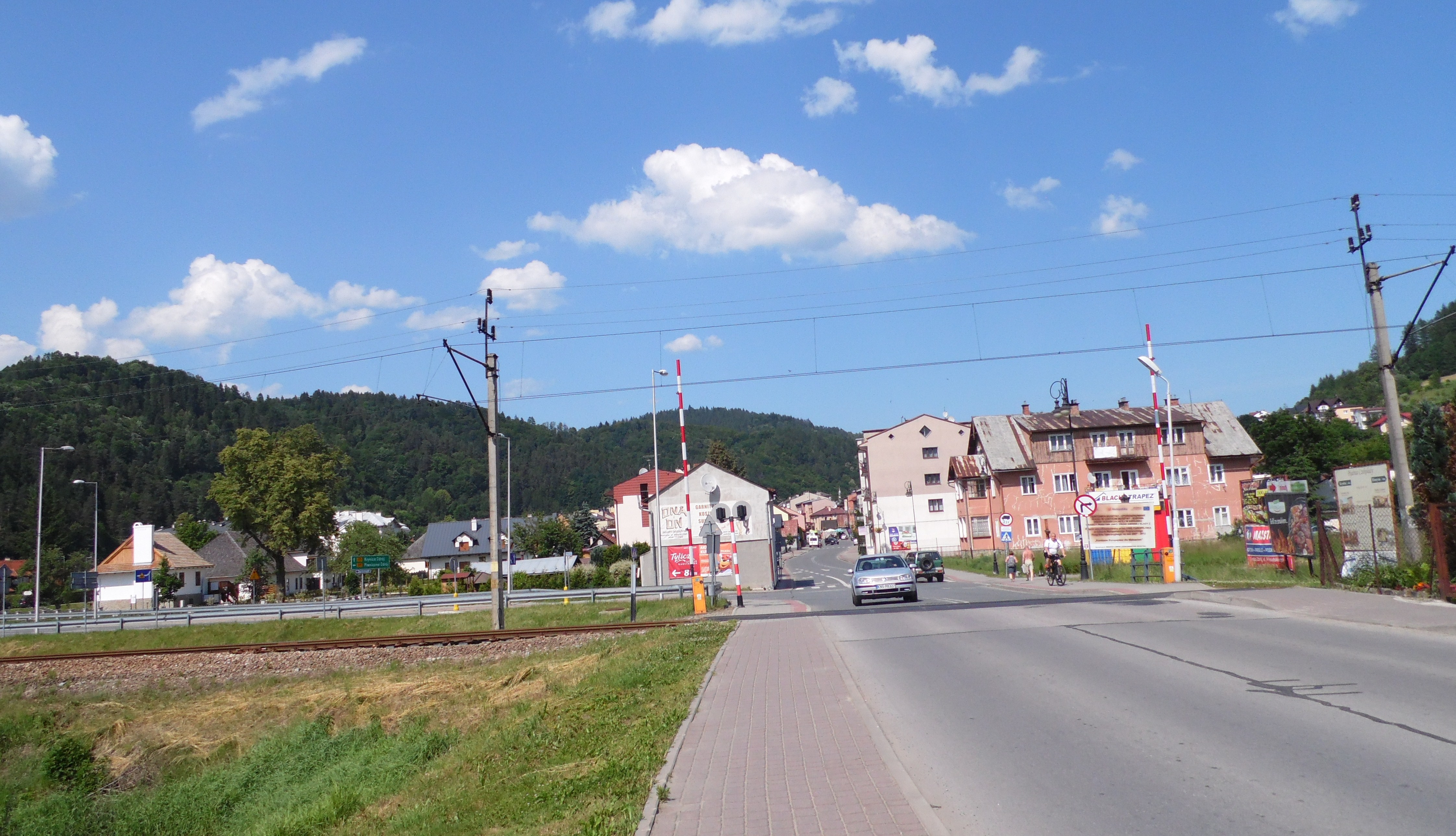
Przejazd w ciągu ulicy Lipowej
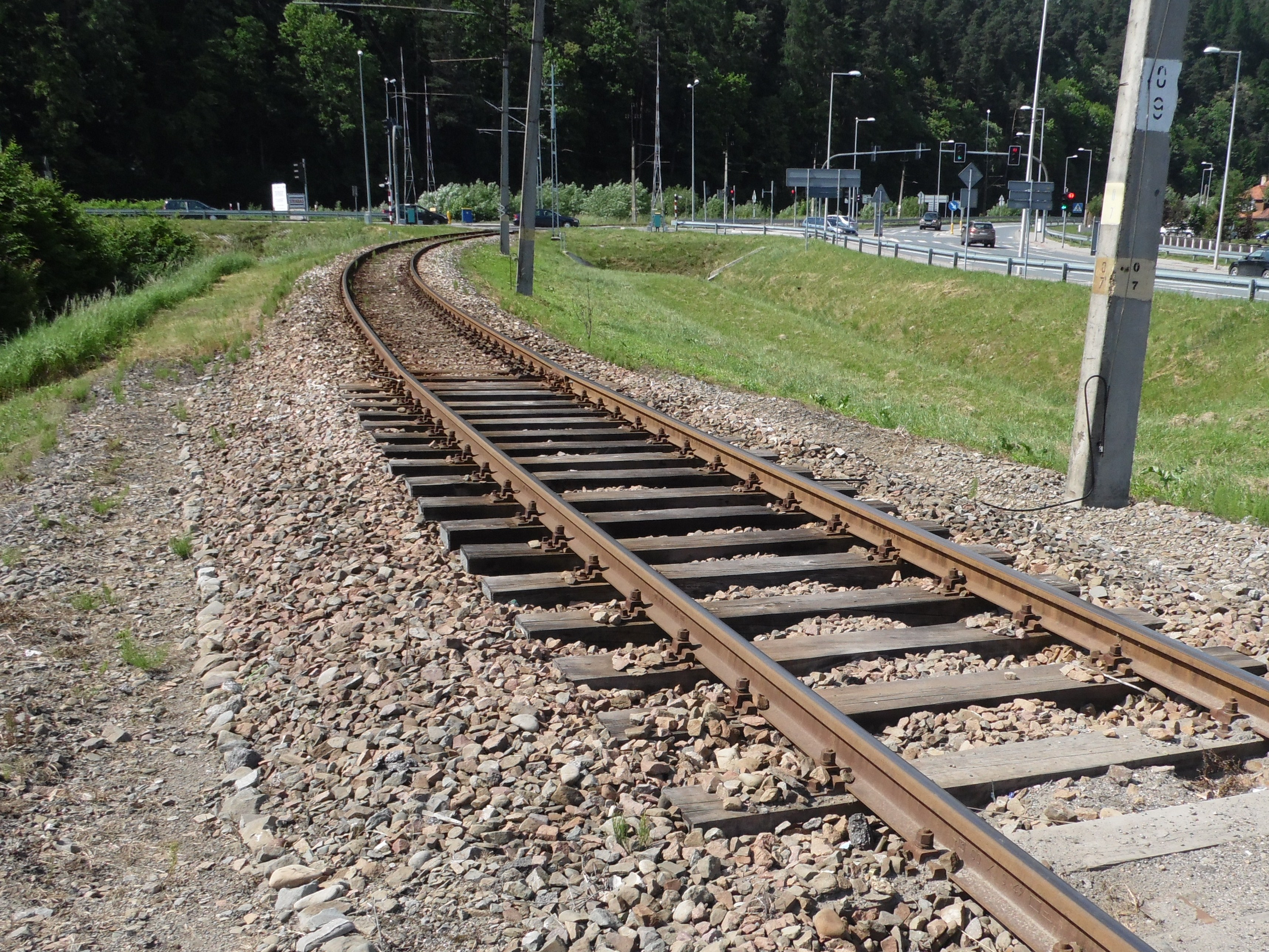
Tor w kierunku Krynicy-Zdroju
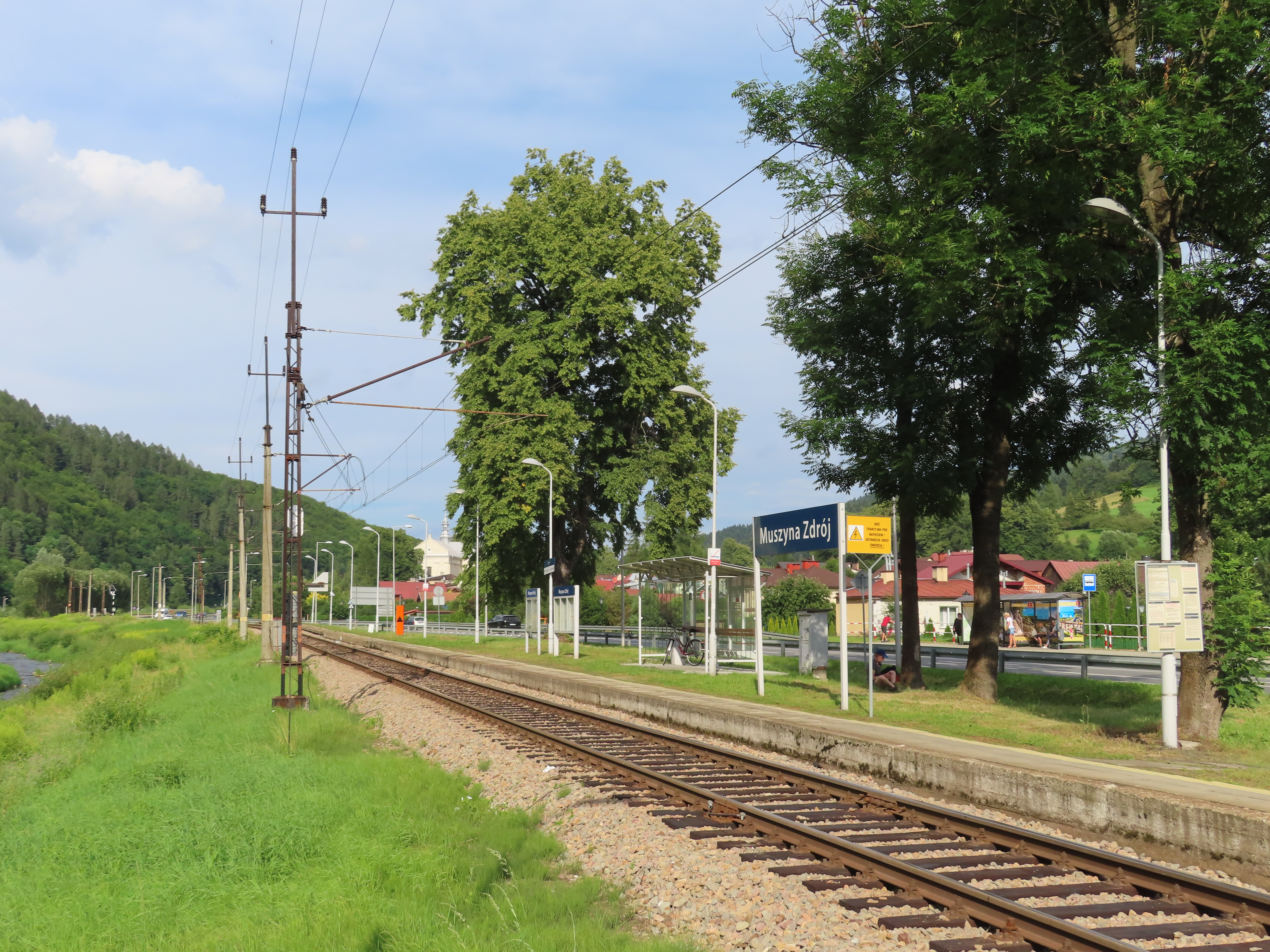
Przystanek Muszyna Zdrój
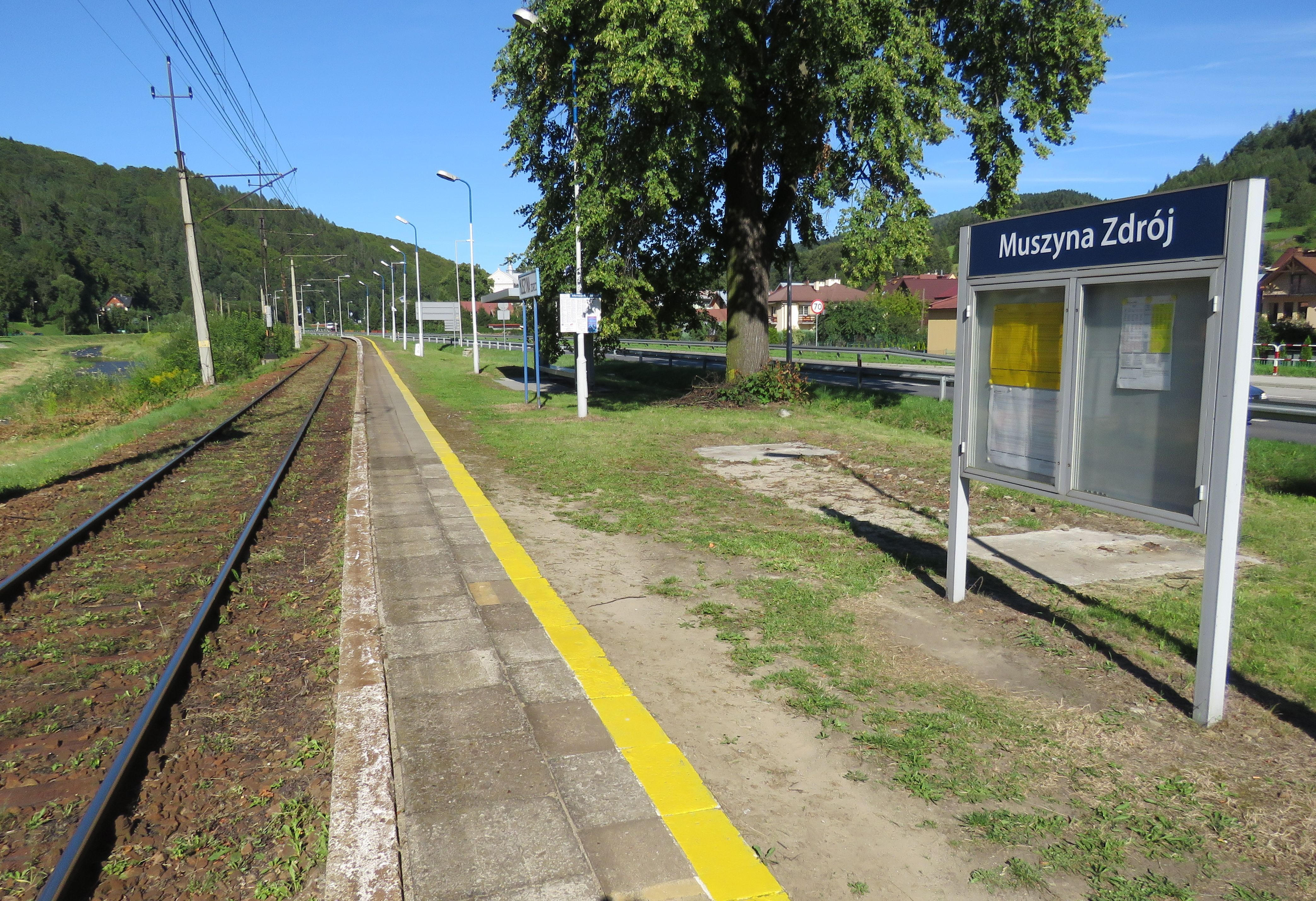
Przystanek Muszyna Zdrój
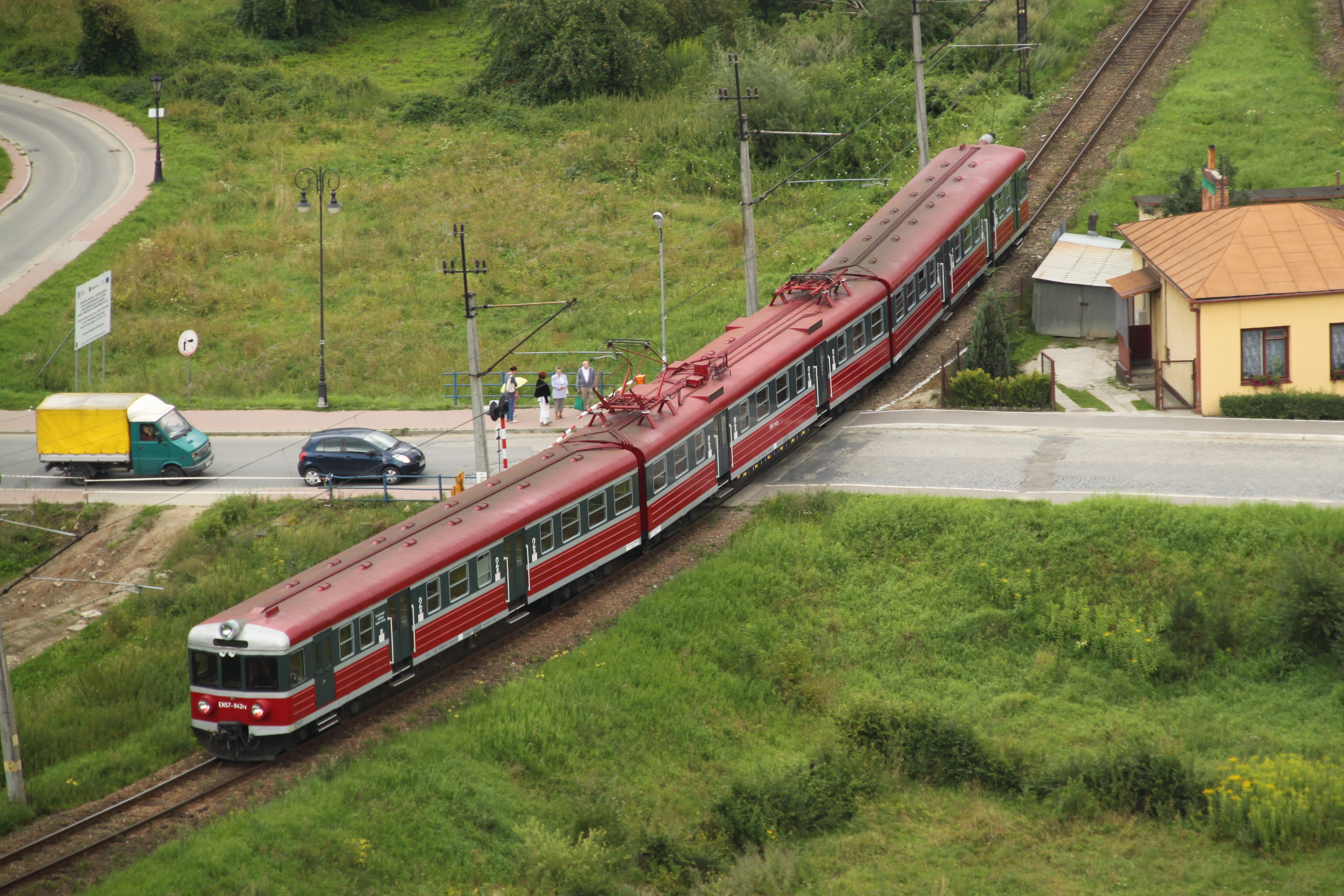
Pociąg EN57-942 na przejeździe kolejowo-drogowym
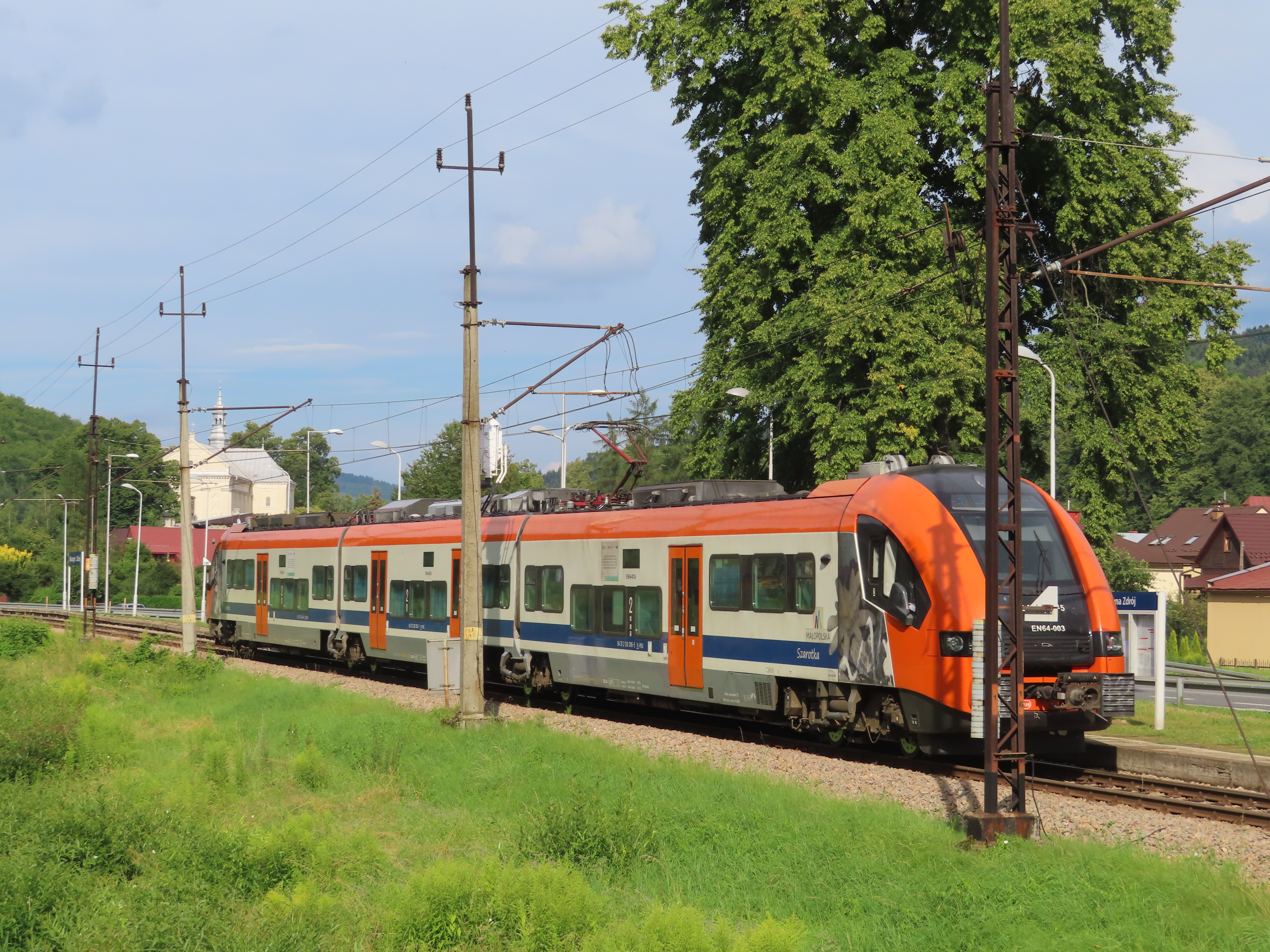
Pociąg Kolei Małopolskich na przystanku Muszyna Zdrój
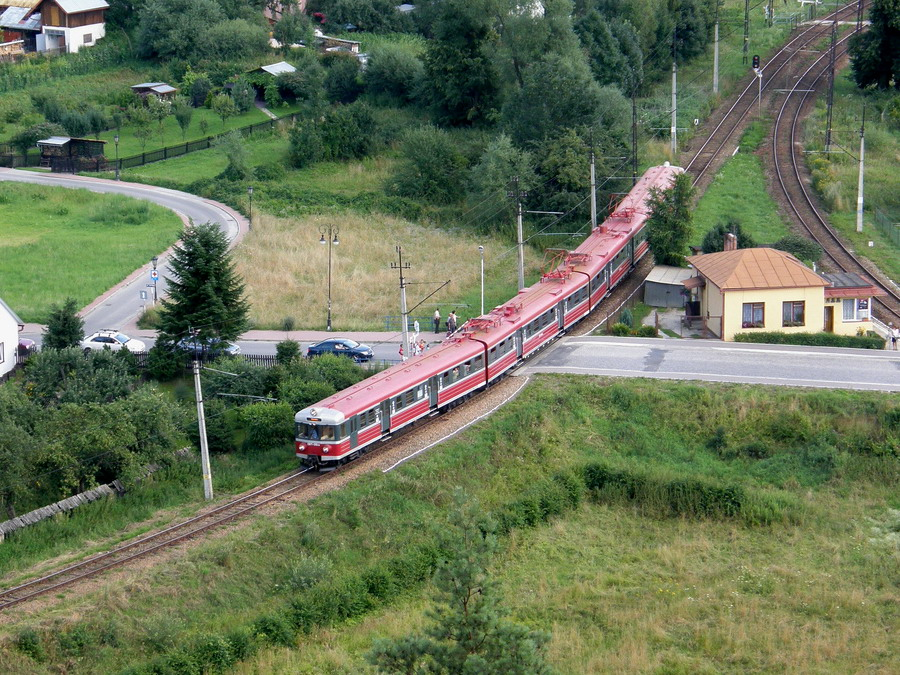
Pociąg EN71-010 na przejeździe kolejowo-drogowym
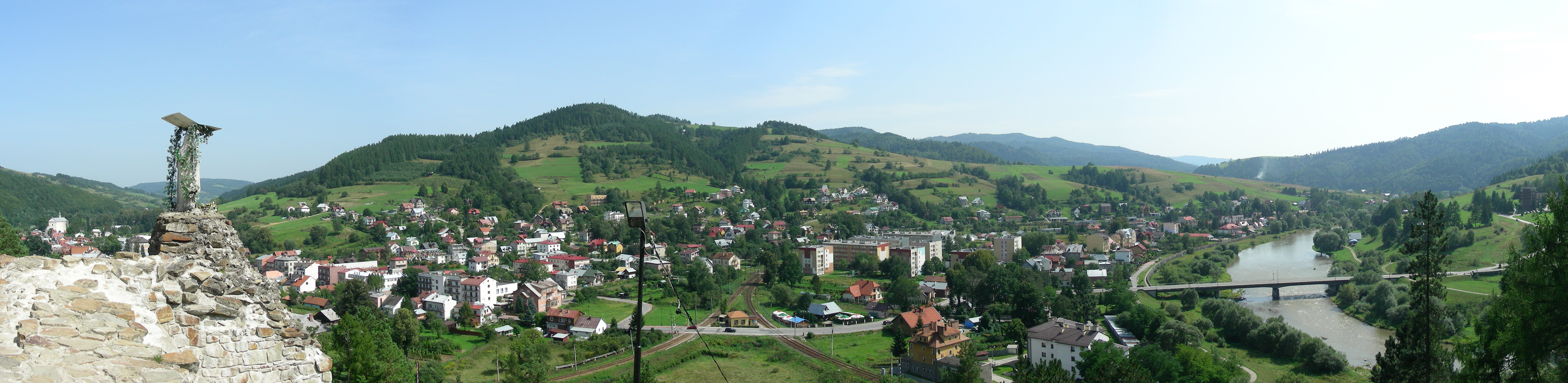
Widok na rozwidlenie linii kolejowych nr 105 i 96
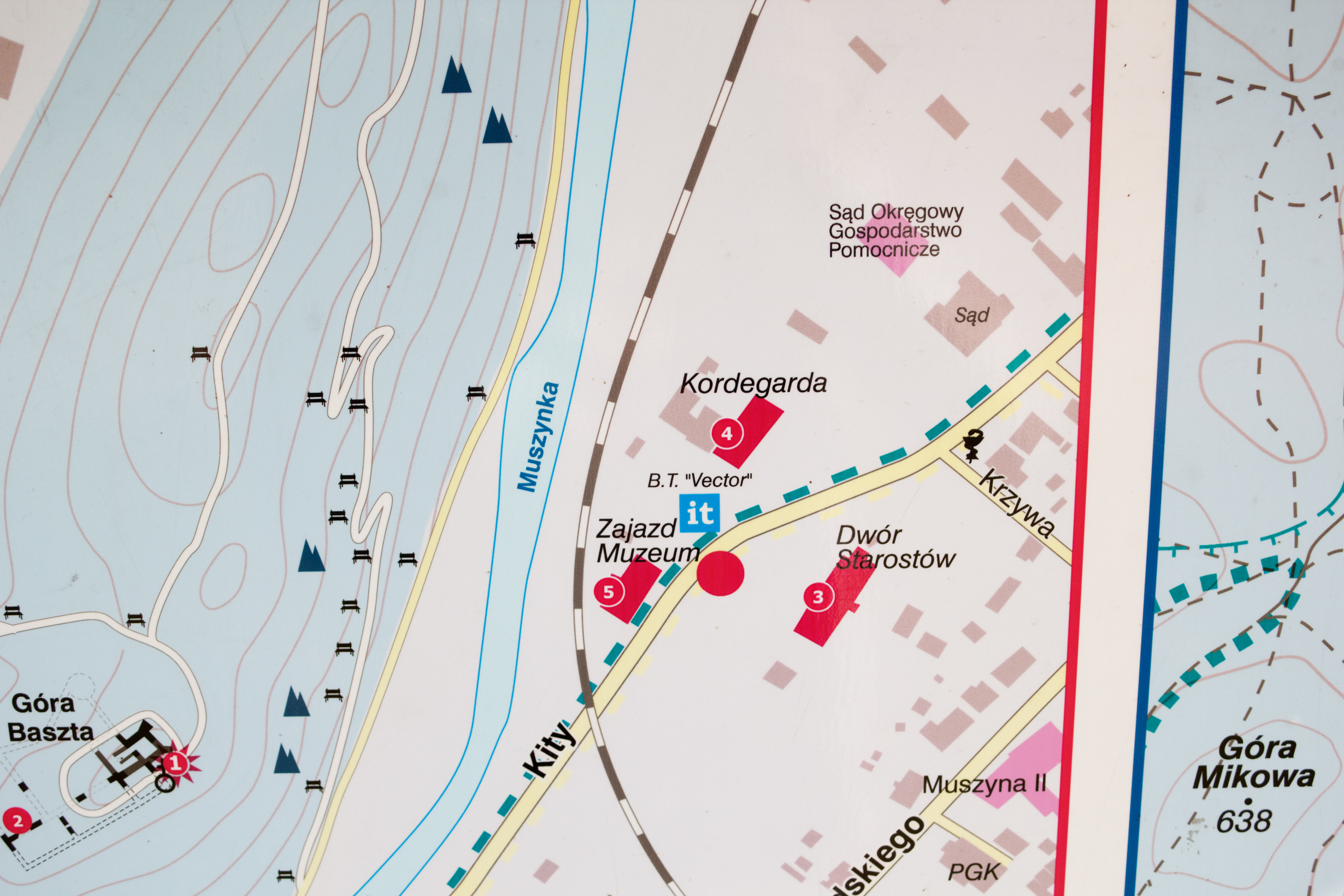
Linia na schemacie zespołu dworu starostów muszyńskich
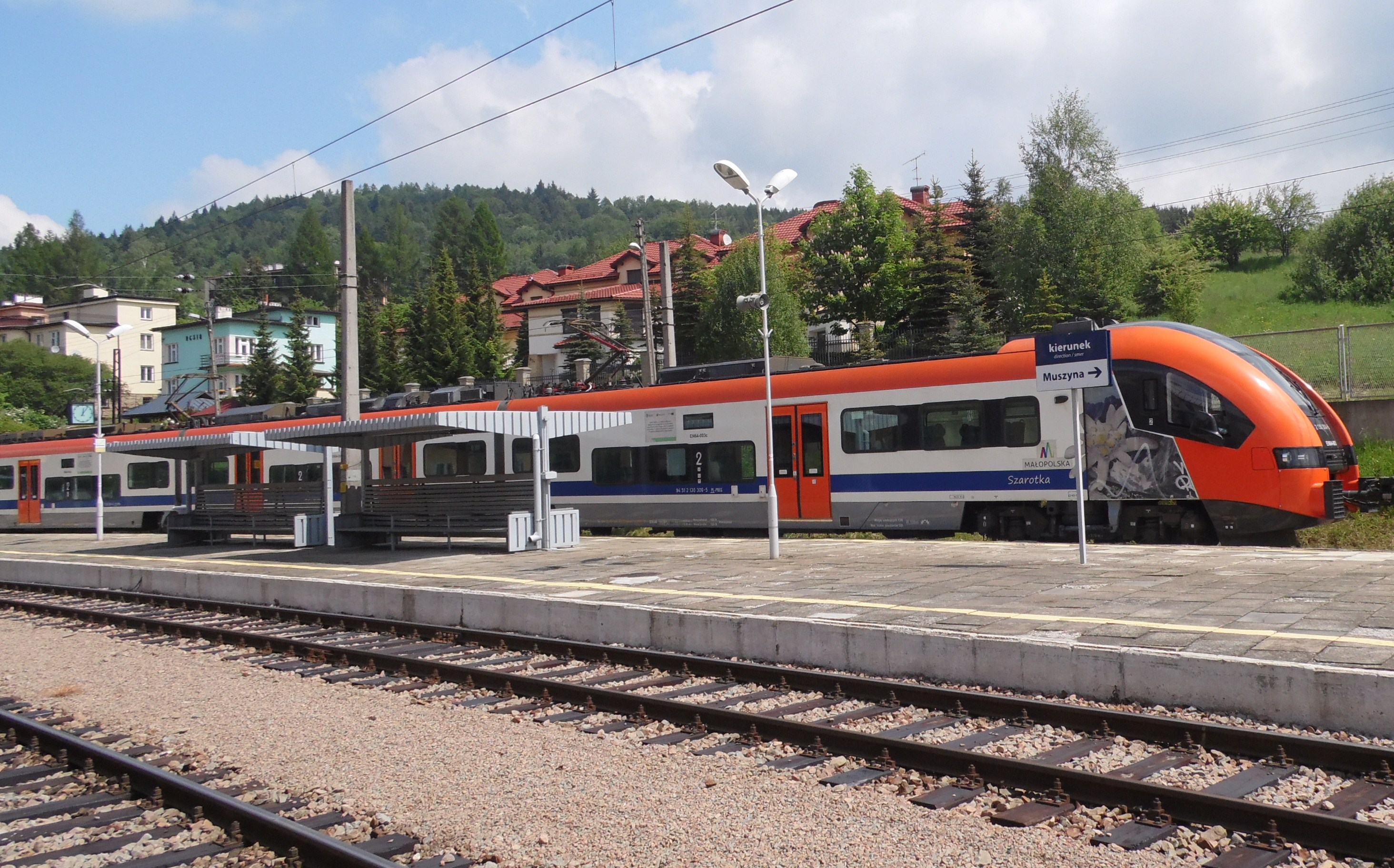
Pociąg Kolei Małopolskich na stacji Krynica-Zdrój
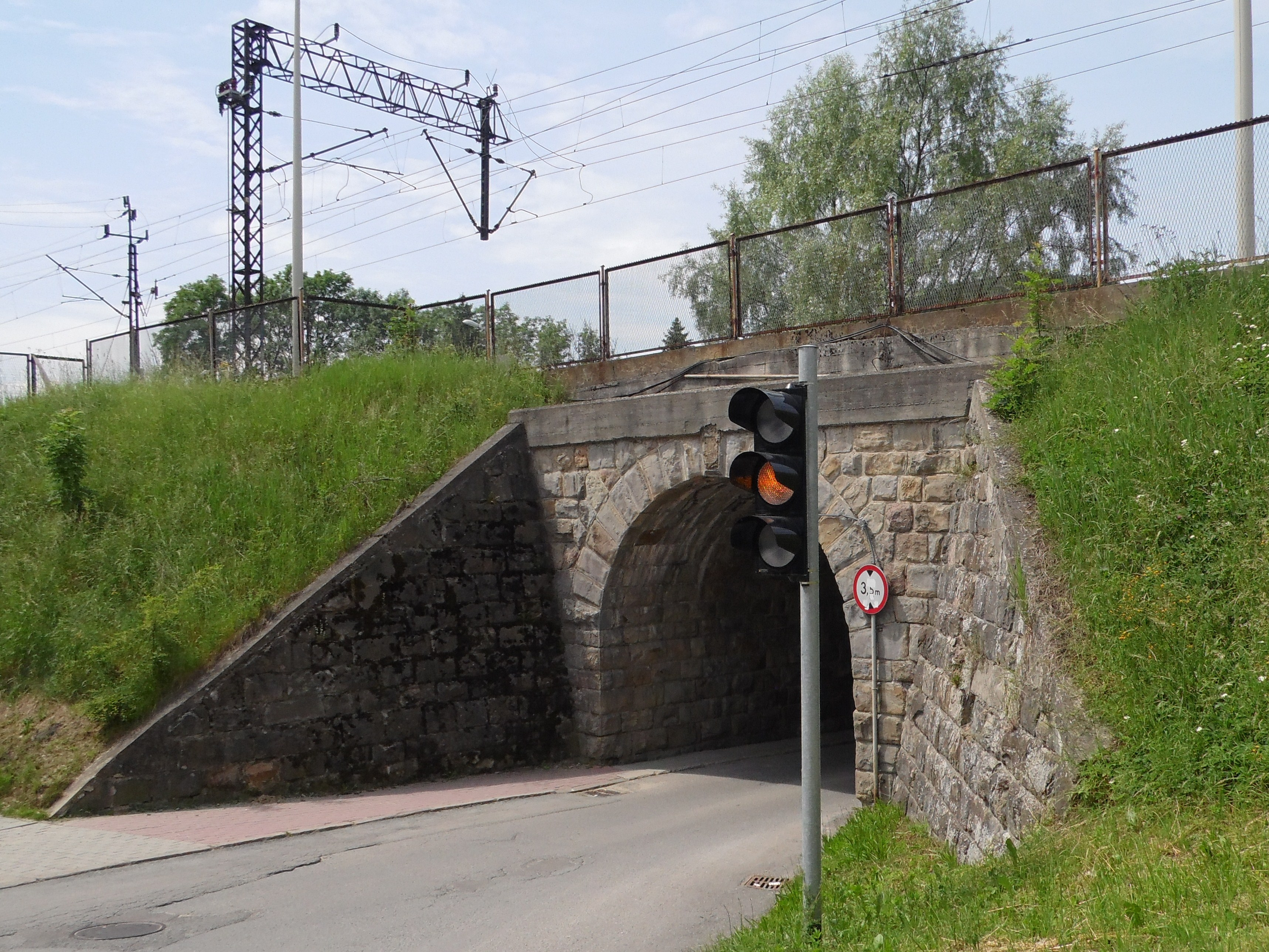
Przepust pod linią
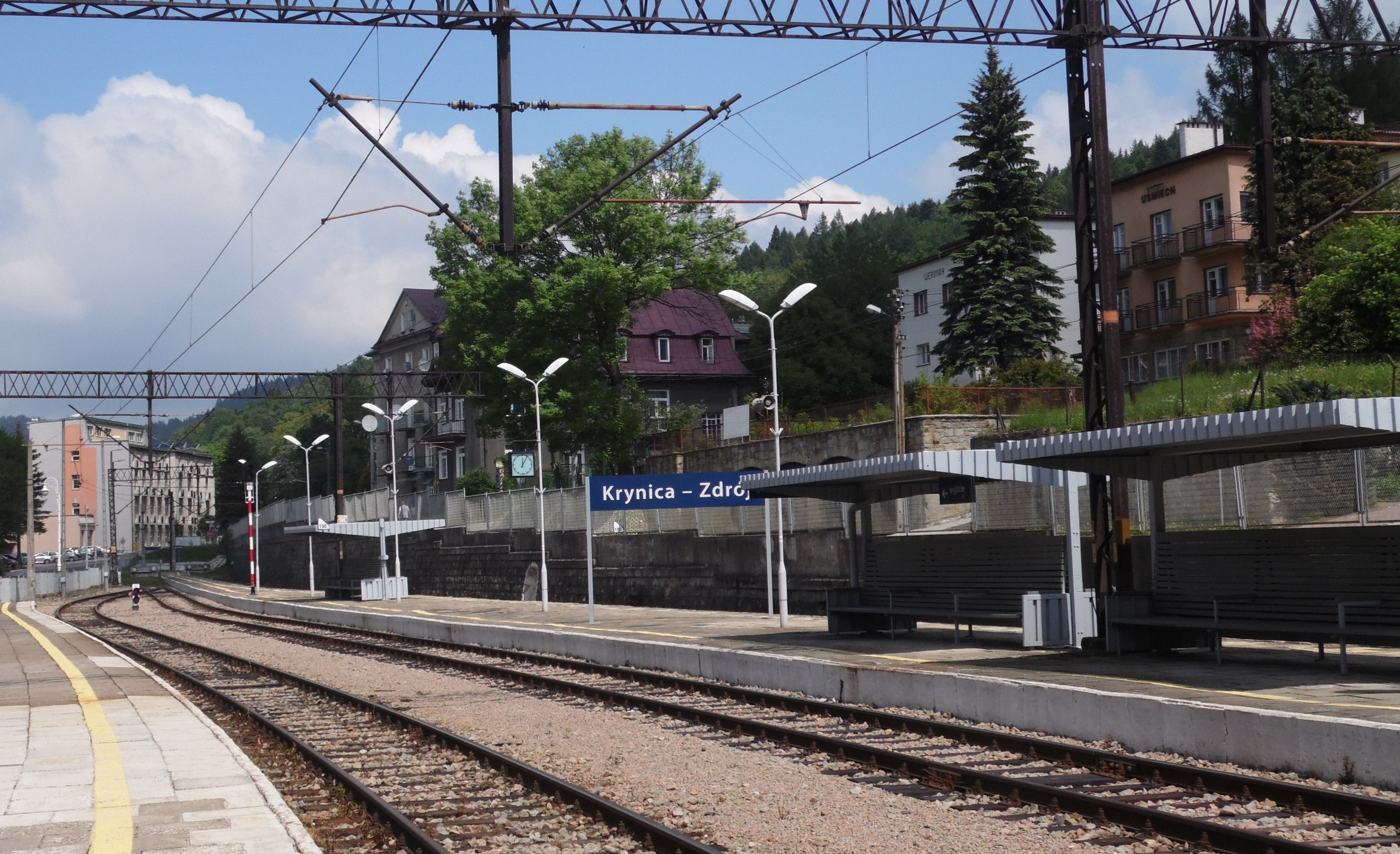
Stacja Krynica-Zdrój
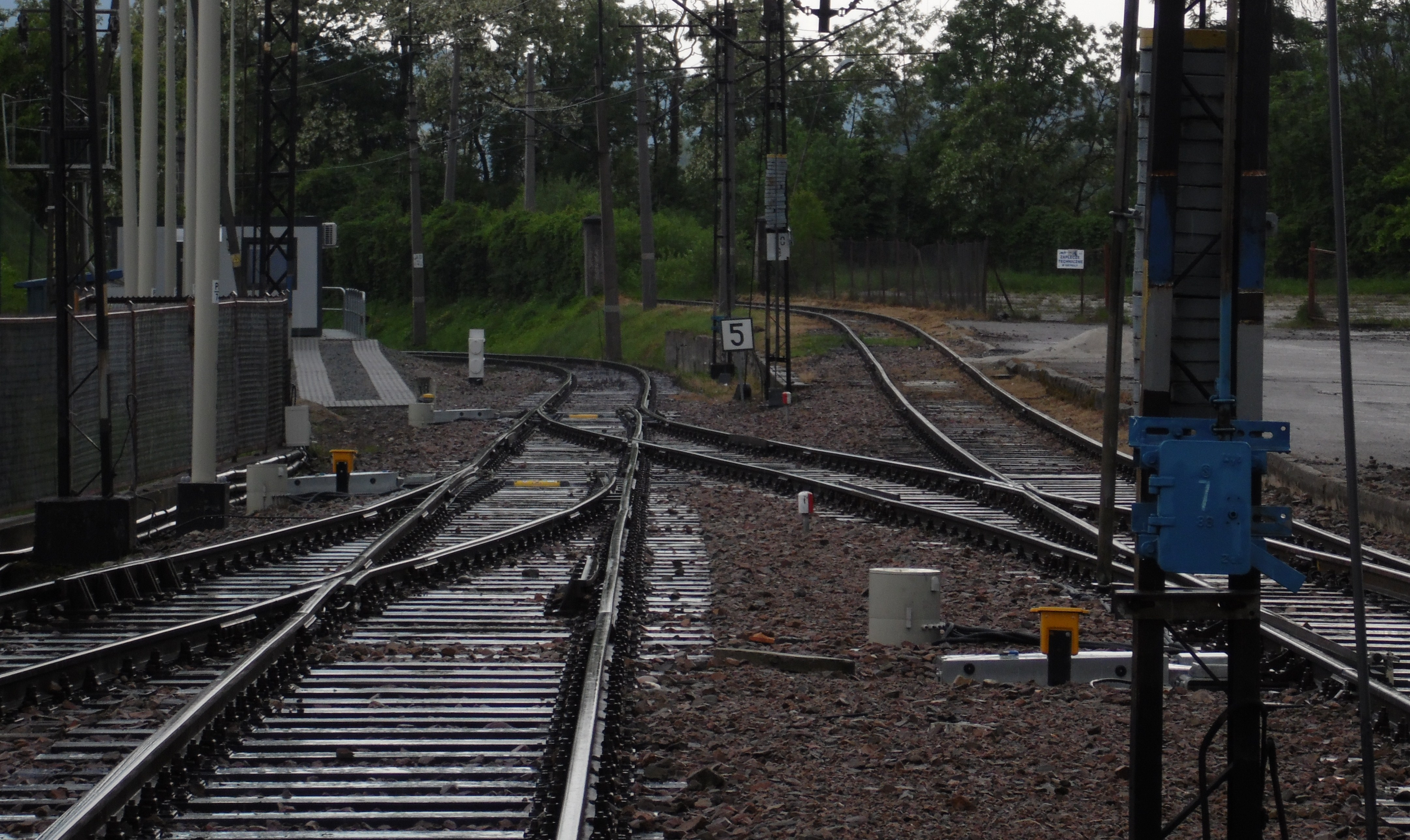
Głowica rozjazdowa stacji Krynica-Zdrój
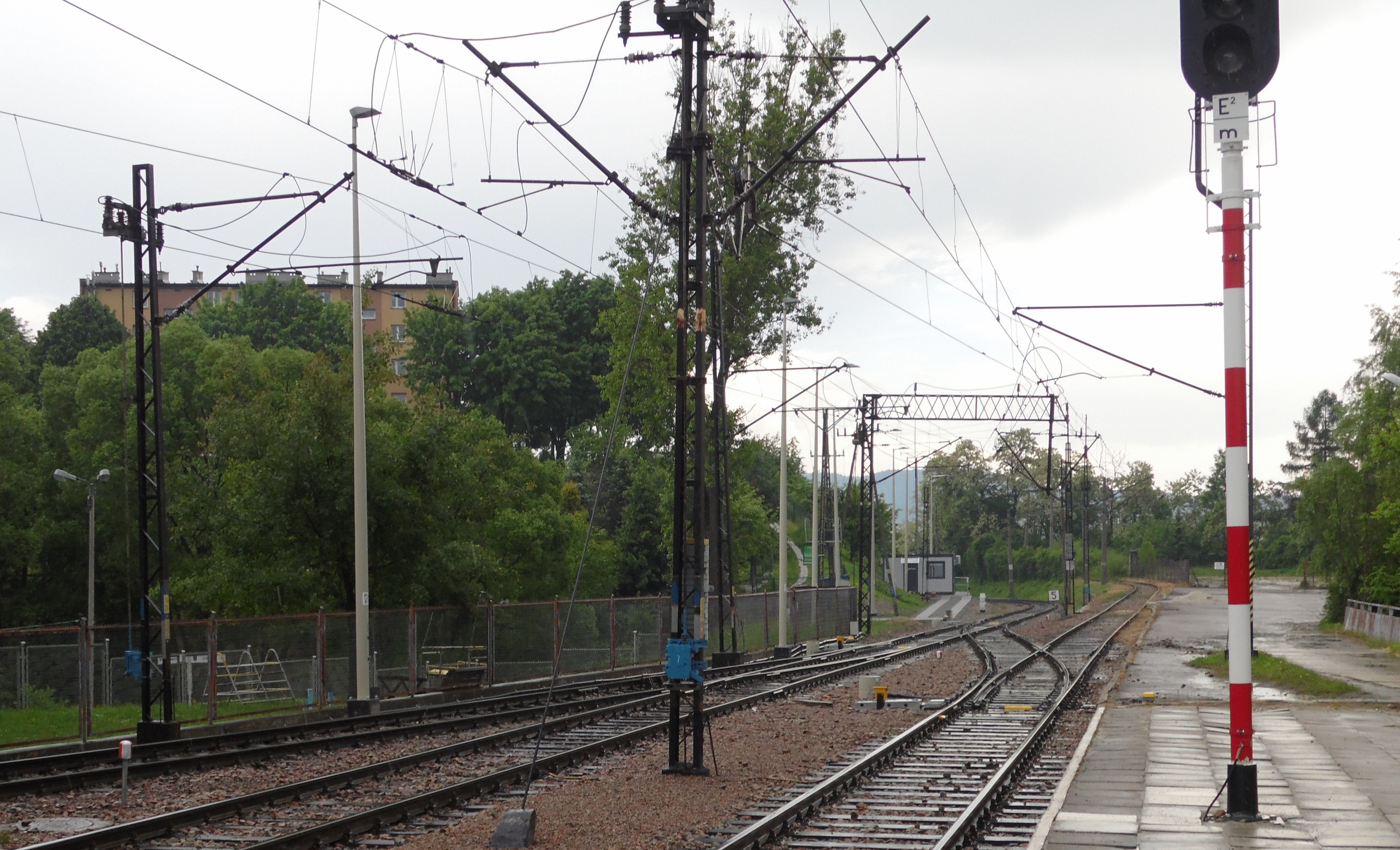
Głowica rozjazdowa stacji Krynica-Zdrój
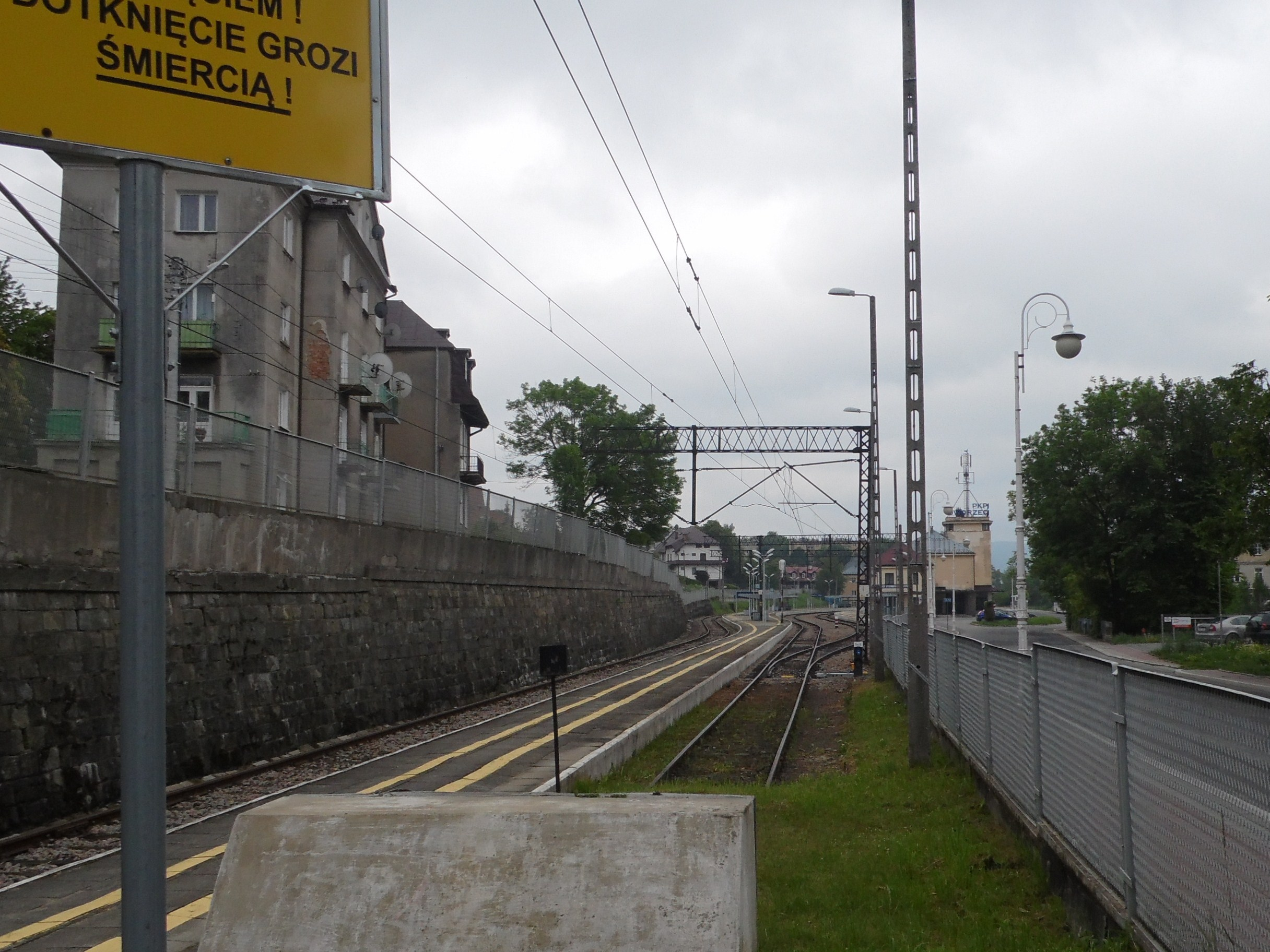
Kozioł oporowy na końcu linii
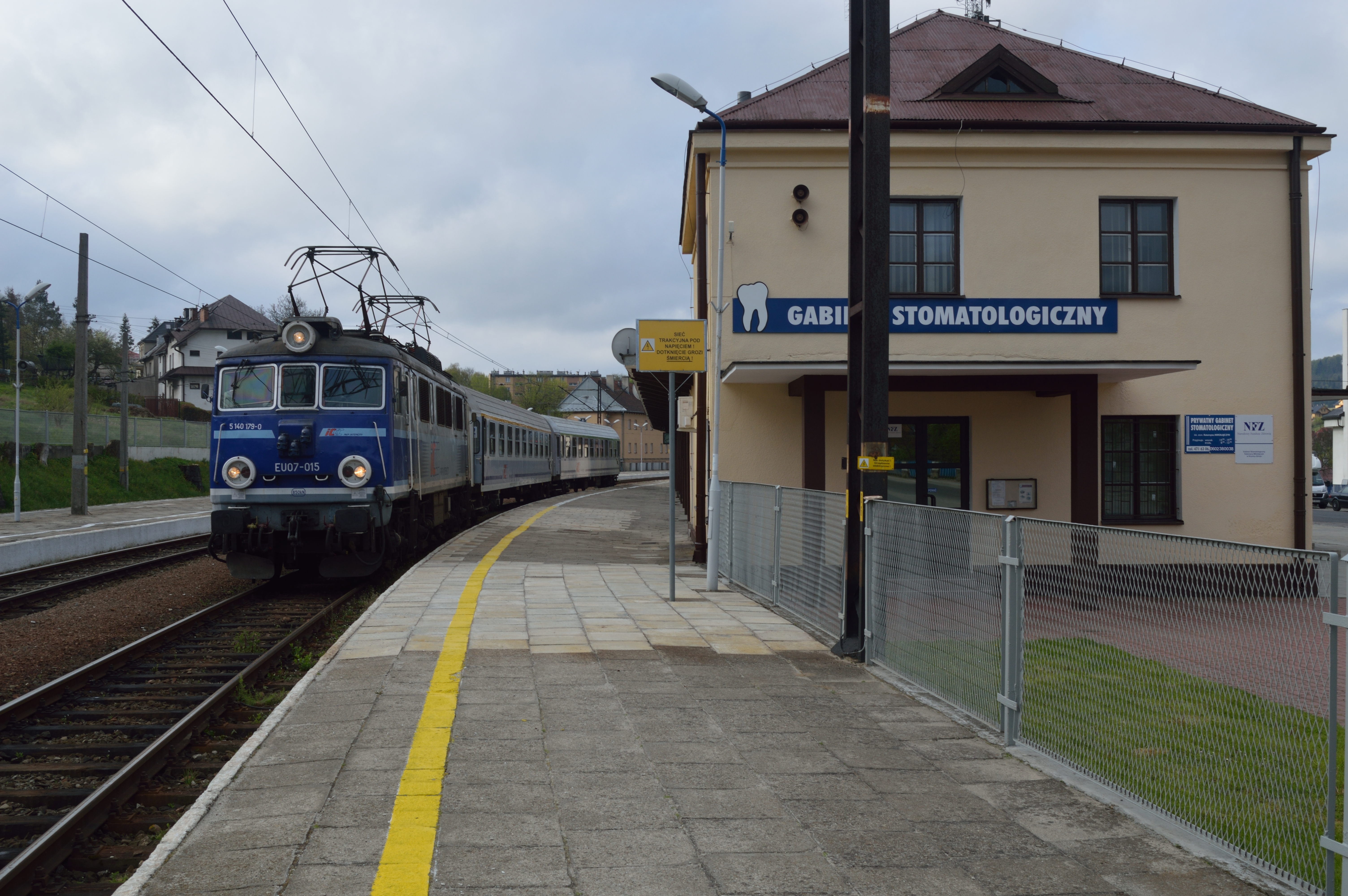
Pociąg TLK Luna na stacji Krynica-Zdrój